# 劉慶友
劉慶友（英語：Liu Hing Yau，2006年5月24日—），香港足球運動員，司職前鋒，現時效力香港超級聯賽球隊東方。

## 球會生涯
2024/25年賽季，東方宣布與劉慶友簽訂職業學徒合約。
2024年10月13日，劉慶友於賽馬會菁英盃分組賽對大埔的比賽中首次為東方一隊上陣。

## 外部連結
- 香港足球總會球員註冊資料
- 劉慶友的Instagram帳戶